# Колеттис, Георгиос
Гео́ргиос Коле́ттис (греч. Γεώργιος Κολέτης) — греческий велогонщик. Он участвовал на летних Олимпийских играх 1896 и стал серебряным призёром.
Колеттис участвовал в 100 и 10 км гонках. В первой гонке он занял второе место, его опередил француз Леон Фламан на 11 кругов на момент финиша. В 10 км заезде он столкнулся со своим соотечественником Аристидисом Константинидисом, и получив травму руки, не смог завершить заезд.